# Дзьобонасінник
Дзьобонасінник (Rhynchospora) — рід майже 400 видів осоки з космополітичним поширенням. Рід включає як однорічні, так і багаторічні види, переважно з прямовисними 3-гранними стеблами і 3-рядними листками. Сім’янки мають дзьобоподібний горбок і іноді вкриті щетинками. Багато видів схожі за вегетативним виглядом, і для точної ідентифікації потрібні зрілі плоди.

## Екологія
Rhynchospora зустрічаються на всіх континентах, крім Антарктиди, але найбільш різноманітні в неотропіках. Найчастіше зустрічається на сонячних місцях існування з вологими кислими ґрунтами. У болотах і саванах Rhynchospora може бути панівною формою рослинності.

## Вибрані види
У Європі та Середземномор'ї ростуть:
- Rhynchospora alba
- Rhynchospora fusca
- Rhynchospora modesti-lucennoi